# Lady Death (Film)
Lady Death ist der ein Zeichentrickfilm aus dem Jahr 2004, der auf der gleichnamigen Comicserie basiert.

## Inhalt
Der Film beginnt im 15. Jahrhundert in Schweden. Hope, die schöne und unschuldige Tochter von Matthias (einem erfahrenen Söldner, der in Wirklichkeit Luzifer selbst ist), wird beschuldigt, die Gemahlin des Teufels zu sein. Hope wird vom Stadtpfarrer zur Verbrennung auf dem Scheiterhaufen verurteilt. Durch einen Stellvertreter bietet Matthias ihr Leben an, wenn sie sich ihm hingibt und sich ihm in der Hölle anschließt. Zuerst stimmt sie seinen Bedingungen zu, doch Matthias‘ Plan, sie zu korrumpieren, stößt bald auf unerwarteten Widerstand, da Hope seinen Plan ablehnt und sich schließlich in die mächtige Kriegerin Lady Death verwandelt. Sie fordert Luzifer um die Kontrolle über die Hölle heraus.

## Produktion und Veröffentlichung
Regie führte Andy Orjuela, der ebenfalls für den Film als Produzent tätig war. Das Drehbuch schrieb Carl Macek. Die Musik komponierte Bill Brown. Der Film wurde erstmals auf der Comic-Con 2004 ausgestrahlt. Eine DVD-Version kam am 9. Oktober 2004 raus. Am 20. September 2011 erschien die Blu-Ray-Fassung.

## Synchronisation
Die deutsche Synchronfassung entstand bei Deutsche Synchron Filmgesellschaft mbH & Co. Karlheinz Brunnemann Produktions KG unter der Regie von Matthias Müntefering.
| Figur             | Originalsprecher   | Deutscher Synchronsprecher |
| ----------------- | ------------------ | -------------------------- |
| Hope / Lady Death | Christine M. Auten | Susanne von Medvey         |
| Luzifer           | Mike Kleinhenz     | Roland Hemmo               |
| Asmodeus          | Mike MacRae        | Marco Kröger               |
| Cremator          | Rob Mungle         | Tilo Schmitz               |
| Niccolo           | Chris Patton       | Gerrit Schmidt-Foß         |
| Orbec             | Dwight Clark       | Jochen Schröder            |
| Pagan             | Andy McAvin        | Hans-Jürgen Dittberner     |

## Rezeption
Der Film erhielt überwiegend negative Kritiken. Mike Dungan von Mania.com gab dem Film ein C-Wertung. Dungan gibt an, dass das Drehbuch die Attraktivität des Films einschränkt.  Allerdings waren die Animation und die Schauspielerei insofern in Ordnung, als dass es sich um einen guten ersten Versuch für ADV handelte.